# Epuraea limbata
Epuraea limbata är en skalbaggsart som först beskrevs av Fabricius 1787.  Epuraea limbata ingår i släktet Epuraea, och familjen glansbaggar. Arten är reproducerande i Sverige.